# Horizontoskop

Horizontoskop

Ein Horizontoskop ist ein einfaches und schnelles Hilfsmittel, um vor Ort die wahre Sonneneinstrahlung zu ermitteln. Das Horizontoskop misst die Horizonteinengung über einen Punkt und lässt mit Hilfe eines polaren Sonnenstandsdiagramms die genaue Sonnenscheindauer für jeden beliebigen Tag errechnen.
Es besteht aus einer Plexiglaskugelkalotte mit ebenem Boden. Um das Gerät einnorden und horizontieren zu können, sind oft auch ein Kompass und eine Dosenlibelle angebracht.

## Funktionsweise
In das horizontierte und eingenordete Gerät wird ein Sonnenstandsdiagramm mit der geographischen Breite des jeweiligen zu untersuchenden Punktes eingelegt. Auf der spiegelnden Kugelkalotte bilden sich umgebende Gebäude und Bäume in einer Projektion ab. Auf diese Weise kann von dem darunter liegenden Diagramm abgelesen werden, zu welchen Jahreszeiten und Uhrzeiten an diesem Punkt eine Beschattung oder Besonnung auftritt.

## Anwendungsgebiete

### Architektur und Bauwesen
Auch geplante Gebäude lassen sich in ein Sonnenstandsdiagramm einzeichnen, wodurch man die zusätzliche Abschattung des Projektes auf einen Punkt neben dem Baugrundstück feststellen lässt. Weiter lassen sich mit dieser Methode die optimale Lage und Neigung von Markisen, Jalousien, Sonnensegeln und Vordächern bestimmen.

### Forstwirtschaft
Da das Wachstum von Jungbäumen sehr stark von der empfangenen Sonnenenergie abhängt, lässt sich mit der Hilfe eines Horizontoskopes die zu erwartende Sonnenbestrahlung ermitteln, um dann die richtigen Setzlinge auswählen zu können.

### Humanbiometeorologie
In der Humanbiometeorologie spielte das Gerät früher zur Ermittlung des SVF (Sky View Factor) eine Rolle. Heutzutage sind die Geräte durch spezielle Fisheye-Linsen abgelöst, mit Hilfe derer mit einer Kamera Fisheye-Fotos aufgenommen werden können. So kann mit geeigneter Software am Computer ermittelt werden, wie groß die Horizont- bzw. Hinderniseinengung ist.